# Mancor del Valle
Mancor del Valle (catalansk: Mancor de la Vall) er en by og kommune i det østlige Spanien på øen Mallorca i provinsen De Baleariske Øer. Den har et indbyggertal på 1.702 (2024) indbyggere.